# Château de Ganac
Le château de Ganac se trouve en Barguillière, sur la commune de Ganac, au centre du département de l'Ariège, en France.

## Localisation
Le château est situé au nord-est du village en rive gauche du ruisseau de Ganac. Il est desservi par une voirie communale. Foix se trouve à l'Est 4 km environ à vol d'oiseau. C'est une propriété privée qui ne se visite pas.

## Historique
Durant la période très trouble à compter du 10 août 1792, cédant devant la Commune, l’Assemblée nationale législative autorise les visites domiciliaires le 28 août 1792. Dans son mémoire D’une révolution à l’autre : Les mouvements populaires ariègeois (1789-1848), Damien Franchini relate : 

« En Ariège, cette mission est confiée à un certain Séguier-Lapique qui, accompagné d'une troupe, entreprend de visiter les différents châteaux du pays de Foix. Cette foule, à laquelle s'est jointe des groupes de pillards, se livre à des dévastations et des rapines, outrepassant ainsi les ordres des administrations supérieures. La série des déprédations débute le 23 septembre [1792] lorsque 5 à 600 personnes armées de sabres, fusils, bâtons et haches se portent au château de Brassac, l'investissent et le livrent au pillage. La garde nationale assiste attentiste à l'incendie de la bâtisse quand elle ne prend pas elle-même part aux destructions. Le même jour, des individus s'en prennent aux châteaux de Ganac et de Bénac où ils emportent des meubles et différents matériaux tel que du bois, des planches et des tuiles. »

Le dernier seigneur de Ganac, également propriétaire du château, Pierre Marie Gabriel Hyacinthe d'Hautpoul, émigre pendant la Révolution Française. Il décède à Toulouse le 7 avril 1807. Ses héritiers vendent le château et les terres à Jean Ruffié en 1808. Au décès de ce dernier, le château et le domaine sont vendus aux enchères le 20 mai 1847.   
En 1868, le château est acheté par la famille Becq dit Lapanton dont le dernier représentant est Amant Elisée Becq (1861-1923). Avocat, conseiller municipal de Foix en 1888, chef de cabinet du sous-secrétaire d'État aux colonies en 1893, préfet de la Corrèze, du Cher, des Basses Pyrénées et du Puy-de-Dôme, Chevalier puis Officier et ensuite Commandeur de la légion d'honneur en 1919, il décède le 9 février 1923 dans le château.
Dès 1924, c’est la famille Nat qui achète le château et une partie des terres suivie de la famille Rouan en 1951 et actuellement Monsieur Lagarde, agriculteur.

## Description
C'est une imposante bâtisse inhabitée avec une partie en ruine. Le toit est tombé vers les années 2000. L'autre partie avait été restaurée au XIXe. Début XXe, les anciens propriétaires avaient installé des lavabos dans toutes les chambres ainsi qu'un chauffage central.